# 馬德里 (昆迪納馬卡省)
馬德里（西班牙語：Madrid）是哥倫比亞的城鎮，位於該國中部昆迪納馬卡省，面積121平方公里，海拔高度2,554米，始建於1559年6月7日，2012年人口64,102，人口密度每平方公里530人。

## 外部連結
- Official website （西班牙文）